# Kadua laxiflora
Kadua laxiflora là một loài thực vật có hoa trong họ Thiến thảo. Loài này được H.Mann mô tả khoa học đầu tiên năm 1867.